# الرابطة الأمريكية لكليات التمريض
الرابطة الأمريكية لكليات التمريض (بالإنجليزية: American Association of Colleges of Nursing)‏ هي الصوت الوطني للبكالوريا وتعليم التمريض العالي. تعمل على وضع معايير الجودة لتعليم التمريض. يساعد المدارس في تنفيذ تلك المعايير ؛ يؤثر على مهنة التمريض لتحسين الرعاية الصحية ؛ ويعزز الدعم العام لتعليم التمريض المهني والبحث والممارسة.
تأسست الرابطة الأمريكية لكليات التمريضعام 1969 ، وتمثل الآن مدارس التمريض في 810 جامعات وكليات مدتها أربع سنوات في الولايات المتحدة. يركز برنامج الرابطة الأمريكية لكليات التمريض على الأهداف التالية:
- لوضع معايير الجودة للحصول على درجة البكالوريوس والدراسات العليا في التمريض.
- مساعدة عمداء ومديري مدارس التمريض على تطبيق معايير الجودة.
- للتأثير على مهنة التمريض لتحسين الرعاية الصحية.
- لتعزيز الدعم العام لبكالوريا وتعليم الدراسات العليا والبحث والممارسة في مجال التمريض.

## العضوية
من 121 مؤسسة عضو في عام 1969 ، الرابطة الأمريكية لكليات التمريض اليوم يمثل 810 مدارس التمريض في الجامعات العامة والخاصة والكليات العليا في جميع أنحاء البلاد. تقدم هذه المدارس مزيجًا من برامج البكالوريا والدراسات العليا وما بعد التخرج. يعمل العميد أو كبير مسؤولي التمريض كممثل لدى الرابطة الأمريكية لكليات التمريض، على الرغم من أن الجمعية تخدم جميع أعضاء الوحدة الأكاديمية. تحتفظ الرابطة الأمريكية لكليات التمريض بسبع شبكات للقيادة لأعضاء هيئة التدريس في كلية التمريض والعاملين في تطوير التعليم والبحث والقيادة التنظيمية وممارسة الكلية والعمليات التجارية وتوظيف طلاب الدراسات العليا والاتصالات / التطوير. تستضيف كل شبكة اجتماعًا سنويًا للأعضاء المشاركين.

## برامج AACN
معيار المناهج الدراسية: باستخدام عملية تعتمد على الإجماع الوطني، قادت الرابطة الأمريكية لكليات التمريض عملية تطوير سلسلة من وثائق الأساسيات التي تحدد توقعات الكفاءة لخريجي البكالوريا وبرامج الماجستير ودكتوراه في ممارسة التمريض (DNP). باستخدام هذه الوثائق، تستطيع مدارس التمريض التأكد من التزامها بالمعايير العالية لبرامجها التعليمية وتلبية إرشادات الاعتماد. نشرت الرابطة الأمريكية لكليات التمريض مؤشرات الجودة لبرامج الدكتوراه التي تركز على البحوث، وورقة بيضاء حول زعيم الممرضات الإكلينيكية، وإرشادات تحدد الموارد السريرية الأساسية لتعليم التمريض، والبحوث، وممارسة هيئة التدريس.
الدفاع عن السياسة الصحية: في العلاقات الحكومية وغيرها من المناصرة، تعمل الرابطة الأمريكية لكليات التمريض على النهوض بالسياسة العامة في تعليم التمريض، والبحوث، والممارسة. الرابطة الأمريكية لكليات التمريض هي شركة رائدة في تأمين الدعم الفيدرالي المستمر لتعليم التمريض والبحث. تشكيل السياسة التشريعية والتنظيمية التي تؤثر على مدارس التمريض ؛ وضمان استمرار المساعدات المالية لطلاب التمريض.
الاعتماد الاكاديمي: إن هيئة تعليم التمريض الجماعية (CCNE) هي ذراع مستقل لـ الرابطة الأمريكية لكليات التمريض، وتضمن جودة ونزاهة برامج البكالوريا وتعليم الدراسات العليا التي تعد ممرضات فعالين. يقر CCNE رسميًا من قِبل وزير التعليم الأمريكي باعتباره وكالة اعتماد وطنية، وهو يخدم المصلحة العامة من خلال تقييم وتحديد البرامج التي تشارك في ممارسات تعليمية فعالة. CCNE هي وكالة الاعتماد الرائدة في البلاد لبرامج التمريض على مستوى البكالوريوس والماجستير، وبدأت مؤخرًا عمليات لاعتماد برامج DNP وفترة تخصص التمريض بعد البكالوريا.
خدمات الأبحاث والبيانات: تقوم الرابطة الأمريكية لكليات التمريض كل عام باستقصاء جميع برامج البكالوريا والتمريض للخريجين كجزء من عملها للحفاظ على نظام البيانات المؤسسية، وهو عبارة عن بنك بيانات يفيد بإحصائيات حول تسجيل الطلاب وتخرجهم، ورواتب أعضاء هيئة التدريس وعلم السكان، والميزانيات، والموارد المؤسسية، وغيرها اتجاهات البكالوريا وتعليم التمريض العالي.
المؤتمرات والندوات عبر الإنترنت: يعتبر تطوير العميد وأعضاء هيئة التدريس أولوية قصوى لـ الرابطة الأمريكية لكليات التمريض كما يتضح من العديد من الاجتماعات والمؤتمرات وندوات الويب الوطنية التي تتم رعايتها كل عام. تعمل الاجتماعات نصف السنوية في واشنطن العاصمة على تعزيز أعمال الجمعية وتمكين العمداء من معالجة القضايا الناشئة. يتم تحقيق تنمية أعضاء هيئة التدريس والموظفين من خلال عدد من المؤتمرات الموجهة نحو المعلمين الذين يدرسون في برامج البكالوريا والماجستير والدكتوراه بالإضافة إلى المشاركين في ممارسة الكلية. يتم تقديم الخدمات لكبار أعضاء هيئة التدريس والعمداء الطموحين بشكل خاص من خلال سلسلة التطوير التنفيذي وبرنامج القيادة للتمريض الأكاديمي. تقدم الرابطة الأمريكية لكليات التمريض أيضًا سلسلة من الندوات عبر الإنترنت حصريًا للمعلمين والممرضات الذين يدرسون في برامج البكالوريا والدرجات العليا وبرنامج القيادة التنفيذية مع كلية وارتون للقادة الأكاديميين المتمرسين.
المشاريع الخاصة: تسعى الرابطة الأمريكية لكليات التمريض بنشاط للحصول على تمويل منحة لإطلاق مبادرات ذات أهمية خاصة للممرضين والممرضات في المدارس الأعضاء. تركز هذه المشروعات حاليًا على الرعاية التمريضية المنتهية الصلاحية، والتي يديرها اتحاد تعليم التمريض في نهاية العمر ، والمعلوماتية، وتمريض الصحة العامة، والجودة والسلامة في تعليم التمريض. تعمل الرابطة الأمريكية لكليات التمريض على تعزيز دمج دور قائد الممرضات الإكلينيكي (CNL) في نظام تقديم الرعاية الصحية مع تعزيز فوائد شهادة CNL. وتشمل المشاريع الجارية الأخرى النهوض باعتماد برامج التخصص للتمريض، وتيسير الانتقال إلى طبيب ممارس للتمريض، وتشجيع الدعم لنموذج الإجماع من أجل تنظيم APRN. تقود الرابطة الأمريكية لكليات التمريض أيضًا العديد من المبادرات لتعزيز التنوع في القوى العاملة التمريضية، بما في ذلك برنامج كلية جونسون آند جونسون لممرضات الأقليات وبرنامج الوظائف الجديدة في التمريض. أيضًا للطلاب، أطلقت الرابطة الأمريكية لكليات التمريض أكاديمية طلاب الدراسات العليا للتمريض لتوفير ندوات وموارد مجانية عبر الإنترنت للذين التحقوا ببرامج الماجستير والدكتوراه وتدير خدمة التمريض، وهي خدمة التطبيقات المركزية لطلاب التمريض المحتملين.
الشهادة: يتم إدارة برنامج شهادة قائد الممرضات الإكلينيكية من قبل لجنة شهادات الممرضين (CNC) ، وهي ذراع مستقل لـ الرابطة الأمريكية لكليات التمريض، ويحكمها مجلس مفوضي CNC. يتعرف CNC على الأفراد الذين أظهروا المعايير والمعرفة المهنية من خلال شهادة CNL. التصنيع باستخدام الحاسب الآلي يعزز التعلم مدى الحياة من خلال إعادة تأهيل CNL.

## مجال الاتصالات
تنشر الرابطة الأمريكية لكليات التمريض كل شهرين في مجلة التمريض المهني والنشرة الإخبارية، واستشارة شهرية بالبريد الإلكتروني الرابطة الأمريكية لكليات التمريض News Watch ، وغيرها من المنشورات لمعلمي التمريض والإداريين والطلاب والباحثين. تتعاون الرابطة الأمريكية لكليات التمريض مع بيترسون لإنتاج دليل بيترسون لبرامج التمريض، وهو دليل لبرامج البكالوريا المعتمدة وتمريض الخريجين في الولايات المتحدة وكندا. حسب الحاجة، تُصدر الرابطة الأمريكية لكليات التمريض بيانات المواقف، والنشرات الإخبارية، ونشرات الإصدارات، والأوراق البيضاء، وصحائف الوقائع. تحتفظ الرابطة الأمريكية لكليات التمريض بموارد الويب، بما في ذلك مجموعات أدوات أعضاء هيئة التدريس، ومعلومات لطلاب التمريض المحتملين، والأخبار حول القضايا المهنية، بما في ذلك نقص التمريض والتنوع في التمريض.
النشرات الإخبارية والمنشورات
الرابطة الأمريكية لكليات التمريض Syllabus ، تصدر النشرة الإخبارية التي تصدر كل شهرين عن أنشطة الجمعية والتطورات في مجال التمريض التعليم العالي. تشمل التغطية مقابلات مع صانعي السياسة، تحديثات حول التشريعات الفيدرالية والسياسة التنظيمية، ومنتديات النقاش حول قضايا في تعليم التمريض، أبحاث التمريض، والرعاية الصحية.
News Watch ، الرابطة الأمريكية لكليات التمريض News Watch هي استشارية عبر البريد الإلكتروني تغطي مبادرات الجمعية والدعوة السياسية والمنشورات والمؤتمرات والتعاون.
الرابطة الأمريكية لكليات التمريض Faculty Link كل شهر، يتلقى أعضاء هيئة التدريس التدريس بدوام كامل أو جزئي في برامج البكالوريا والتمريض للدراسات العليا التابعة للجمعية الأمريكية لكليات التمريض (AACN) هذه الرسالة الإخبارية حول ندوات عبر الإنترنت مجانية حول موضوعات تطوير الكلية، وتنبيهات فرص التمويل، وفرص الإثراء، والإعلانات حول الجوائز وبرامج المنح الدراسية، وموارد الدعوة الحكومية، والنشرات المتعلقة بأخبار تعليم التمريض.
نشرة GNSA ، نشرة أكاديمية طلاب الدراسات العليا للتمريض (GNSA) تزود أعضاء GNSA بمعلومات حول الندوات عبر الإنترنت القادمة، والمنح الدراسية، والمنح، والموارد المهنية، وغيرها من الفرص التي تهم طلاب التمريض المسجلين في برامج الماجستير والدكتوراه.
الرابطة الأمريكية لكليات التمريض Policy Beat تم دمج النشرة الإخبارية الشهرية الرابطة الأمريكية لكليات التمريض Policy مع AACN's News Watch وهي تقدم للأعضاء والهيئات الناقصة مناقشة أكثر تعمقا لقضايا الشؤون الحكومية الحالية التي تؤثر على تعليم التمريض وأبحاثهم.

## الحكم
يحكم الرابطة الأمريكية لكليات التمريض مجلس إدارة مكون من 11 عضوًا، يمثل كل منهم مؤسسة عضو. يوجد في الرابطة العديد من اللجان الدائمة، بما في ذلك الشؤون الحكومية والمالية والترشيح والعضوية ولجان البرنامج، وترعى فرق العمل المعنية بالشواغل المهنية.
مجلس إدارة
- Chair: Ann Cary, University of Missouri-Kansas City
  - Chair-Elect: Judy Beal, Simmons College
  - Treasurer: Teri Murray, Saint Louis University
  - Secretary: Jean Leuner, Auburn University Montgomery College of Nursing and Health Sciences

الأعضاء عمومًا:
- Susan Bakewell-Sachs, Oregon Health and Science University
- Philip Greiner, San Diego State University
- Lepaine Sharp-McHenry, Oklahoma Baptist University
- Christie Shelton, Jacksonville State University

- Kristen Swanson, Seattle University

- Terri E. Weaver, University of Illinois at Chicago
- Lin Zhan, University of Memphis

الرئيس والمدير العام التنفيذي: Deborah E. Trautman

## روابط خارجية
- الموقع الرسمي.